# Jigsaw (Figur)

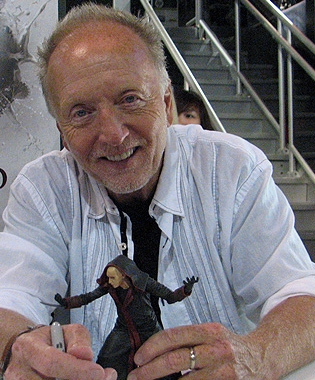
Darsteller Tobin Bell mit Jigsaw-Actionfigur (2010)

John Kramer ist ein fiktiver Serienmörder und die zentrale Figur der Saw-Filmreihe. Aufgrund der Angewohnheit, den Opfern seiner abwechslungsreichen Folterungen Puzzleteile aus der Haut zu schneiden, bekommt er von Polizei und Medien den Namen Jigsaw (englisch für ‚Puzzle‘ bzw. ‚Laubsäge‘) oder Jigsaw Killer verliehen. Dank neun Filmen (2004–2023) entwickelte er sich zu einer der bekanntesten Figuren des jüngeren Horrorfilms. Einige Sozial- und Filmwissenschaftler interpretieren Jigsaw als Metapher für Amerikas „Krieg gegen den Terror“ während der Bush-Cheney-Regierung, wohingegen andere diese Sichtweise nicht gelten lassen und die exzessive Gewalt der Filmreihe vielmehr als Selbstzweck („Torture Porn“) sehen.

## Biografie
John Kramer ist erfolgreicher Bauingenieur und glücklich verheiratet. Gemeinsam mit Anwalt und Partner Art Blank führt er die Urban Renewal Group, ein Immobilienunternehmen, das sich für Bedürftige engagiert. Seine Frau Jill Tuck leitet eine Entzugsklinik unter dem Motto Cherish Your Life (Schätze dein Leben). Als Jill, im siebten Monat schwanger, bei einem Überfall durch einen Patienten eine Fehlgeburt erleidet, verfällt Kramer in eine schwere Depression. Nachdem bei ihm auch noch ein inoperabler Gehirntumor diagnostiziert wird, versucht er sich das Leben zu nehmen, indem er mit seinem Auto über eine Klippe fährt. Wie durch ein Wunder überlebt er nahezu unversehrt und fasst daraufhin den Beschluss, von nun an andere Menschen mit seinen Methoden vom Wert des Lebens zu überzeugen.
Kramer verwickelt seine Opfer fortan in perfide „Spiele“, wie er es selbst nennt, um ihren Lebenswillen zu testen. Erstes Opfer ist jener heroinabhängige Mann, der für den Tod seines ungeborenen Sohnes verantwortlich zeichnet. Nachdem er mehrere Menschen in selbst konstruierten Fallen getötet und sich als Jigsaw einen Namen gemacht hat, wird er auf einen Nachahmer aufmerksam, der sich als Police Detective Mark Hoffman herausstellt. Kramer rekrutiert den auf seinen Fall angesetzten Hoffman, indem er ihn erpresst, und entwickelt mit dessen Hilfe einen Großteil seiner Fallen. Die drogensüchtige Amanda Young, Patientin in Jills Entzugsklinik, wird von Jigsaw einem Test unterzogen, indem sie ihren Kopf aus einer umgekehrten Bärenfalle befreien muss. Sie überlebt und findet in John Kramer eine Art Mentor. Scheinbar überzeugt von dessen Ideologie wird sie ebenfalls seine Gehilfin. Nachdem der gesundheitlich schwer angeschlagene Jigsaw der Polizei entkommen kann, versteckt und pflegt ihn Amanda im Keller einer von seiner Firma erbauten Fleischfabrik. Während sich sein Zustand weiter verschlechtert, unterzieht er mithilfe seiner Komplizen immer mehr Leute den tödlichen Tests. Kurz nach einer lebensverlängernden Gehirnoperation wird er, in einem Krankenbett liegend, von einem seiner Testsubjekte mit einer Kreissäge getötet, Amanda fällt einer Schusswunde zum Opfer. Der Leichnam des 52-Jährigen wird daraufhin von FBI-Special-Agent Peter Strahm gefunden und später von Gerichtsmedizinern obduziert. Dabei finden sie im Magen des Serienmörders eine Kassette, auf der Jigsaw eine Fortsetzung seines Werkes ankündigt.
Nach Jigsaws Tod setzt Hoffman dessen Verbrechen zunächst fort, gerät jedoch trotz ermittelnder Funktion zunehmend selbst ins Visier der Behörden. Jill, die die ganze Zeit über von den Aktivitäten ihres Exmannes wusste, befolgt dessen letzten Willen und unterzieht Hoffman einem Test. Dieser überlebt schwer verletzt und tötet Jill. Sein Versuch, die Stadt zu verlassen, misslingt, als er von drei maskierten Männern gestoppt wird. Einer von ihnen entpuppt sich als Jigsaws geheimer dritter Assistent und ehemaliger Onkologe Dr. Gordon, der Hoffman schließlich einsperrt und seinem Schicksal überlässt.

## Charakteristik

### Motiv und Vorgehensweise
Nach seinem missglückten Suizidversuch erkennt John Kramer, dem eigenen Leben einen zu geringen Wert beigemessen zu haben. Er sieht sich fortan von dieser Geringschätzung „geheilt“ und beschließt, andere Menschen auf dieselbe Weise zu „heilen“. Dafür konstruiert er in Gebäuden seiner Firma aufwendige mechanische Fallen mit Zeitschaltung. Die Opfer, die Jigsaw mithilfe seiner Handlanger entführt, bekommen ein Sedativum verabreicht und erwachen meist schlagartig in scheinbar aussichtslosen Situationen. Via Audiokassette oder Videobotschaft erfahren die Opfer oder Versuchspersonen die „Spielregeln“ und die Gründe für ihre Gefangennahme. Die von Kramers ausdrucksloser, verzerrter Stimme vorgetragenen Regeln müssen unbedingt befolgt werden, um zu bestehen. Meistens muss dafür körperliche Gewalt ertragen werden, die sich das Opfer selbst zufügt. Verliert eine Person ihr „Spiel“, hat das ausnahmslos tödliche Folgen. Der Peiniger selbst ist weder als Zuschauer noch als Mitspieler anwesend, sondern wirkt vielmehr als Schiedsrichter. Jigsaw ist davon überzeugt, dass man Menschen nicht helfen kann, und vertritt die Ansicht, jeder müsse sich selbst helfen:

“The torture scenarios („games“) in the Saw movies are conceived by their creator as jolts necessary to arouse people irresponsibly sleepwakling through their lives (…) in the expectation of torture, the victims are exposed not to the possibility of death, or not only to the possibility of death, but to an ecstatic transformative, self-altering moment which opens up a revitalized, more intense engagement with life.”

„Die Folterszenarien („Spiele“) in den Saw-Filmen werden von ihrem Schöpfer konzipiert, um Leute wachzurütteln, die durchs Leben schlafwandeln (…) in der Erwartung von Folter werden die Opfer nicht nur der Möglichkeit des Todes ausgesetzt, sondern einer ekstatischen Transformation, einem selbstverändernden Moment, der ihnen eine revitalisierte, intensivere Einstellung zum Leben eröffnet.“

Jigsaws Opfer sind oft karrieristische Menschen aus Wirtschaft und Finanzwesen, aber ebenso vernachlässigende Väter, untreue Ehemänner, Drogensüchtige und Neonazis, die er für gesellschaftliche Fehlentwicklungen verantwortlich macht.
Obwohl sich unter den Zielpersonen Menschen aus seiner eigenen Vergangenheit befinden, lehnt er Rache als Motiv strikt ab, wie aus einer Konversation mit Detective Mark Hoffman hervorgeht. Ein entscheidender Punkt bei seiner Argumentation als auch in der Rezeption der Figur ist, dass sich Jigsaw selbst nicht als Mörder sieht, eine Eigenschaft, die er sich mit dem Marquis de Sade teilt.
Er beruft sich darauf, dass er seinen Opfern die Wahl lasse, ob sie leben oder sterben möchten:

„Rachegefühle können einen Menschen verändern. Man kann jemanden in sich entdecken, den man dort niemals vermutet hätte. Aber anders als Sie habe ich noch nie gemordet. Ich gebe den Menschen eine Chance (…) Man kann Gerechtigkeit ausüben, doch im selben Moment den Menschen die Chance geben, das Leben wertzuschätzen (…) Töten ist etwas Widerliches und Unmenschliches in meinen Augen. Es gibt einen besseren, viel effizienteren Weg (…) Sehen Sie, ich spreche davon, dass es einen zweiten Weg gibt. Überlebt eine Versuchsperson meine Methode, ist er oder sie sofort rehabilitiert.“

Der Sinn von Jigsaws radikalen Interventionen ist umstritten. Jacob Huntley glaubt, sie hätten letztlich das Ziel einer besser funktionierenden Gesellschaft. Seine philosophische Untermauerung dieser Utopie liege nahe an Hegels Idee der „Sittlichkeit“. Jedoch durchziehe trotz aller Authentizität einer gerechten Gesellschaft ein „verschwommenes Selbsthilfedenken“ die Methode des Serienmörders.

### Erscheinungsbild und Symbolik

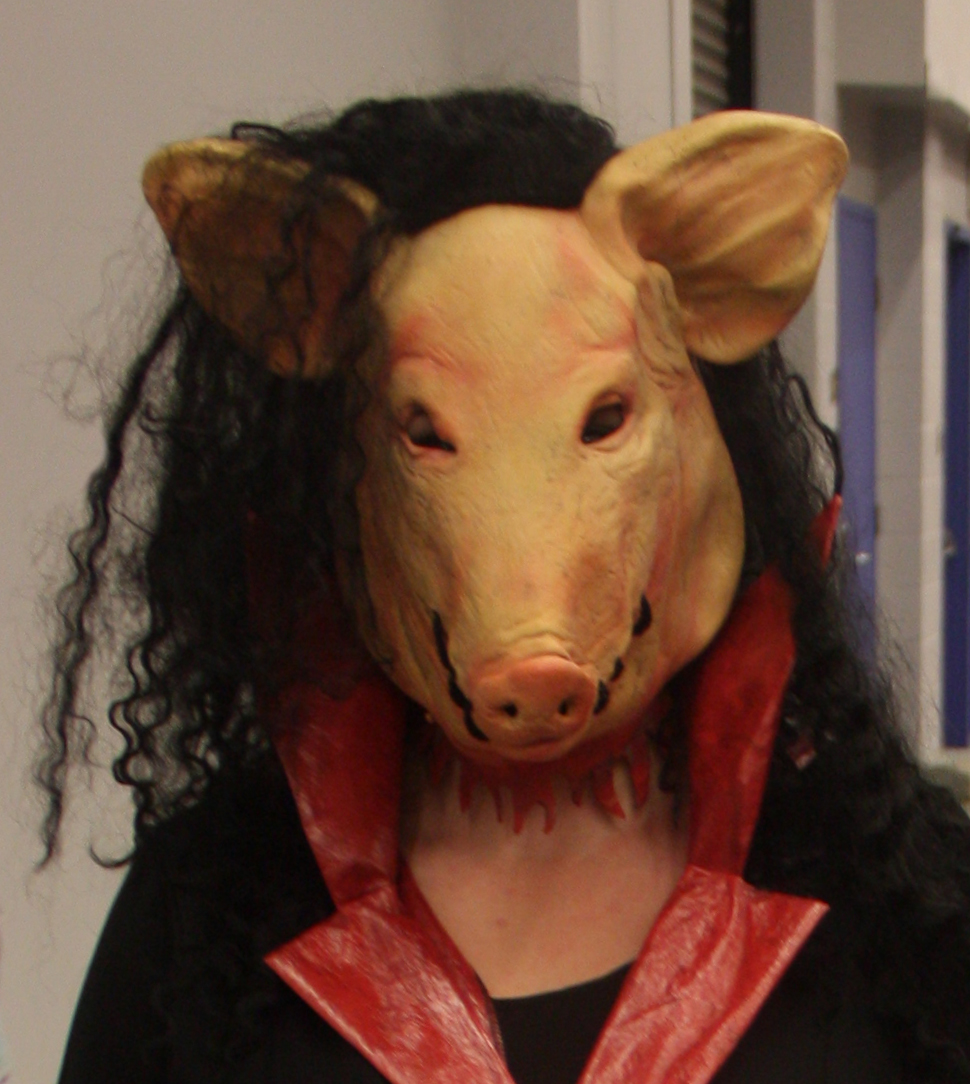
Schweinemaske auf der Montreal Comiccon

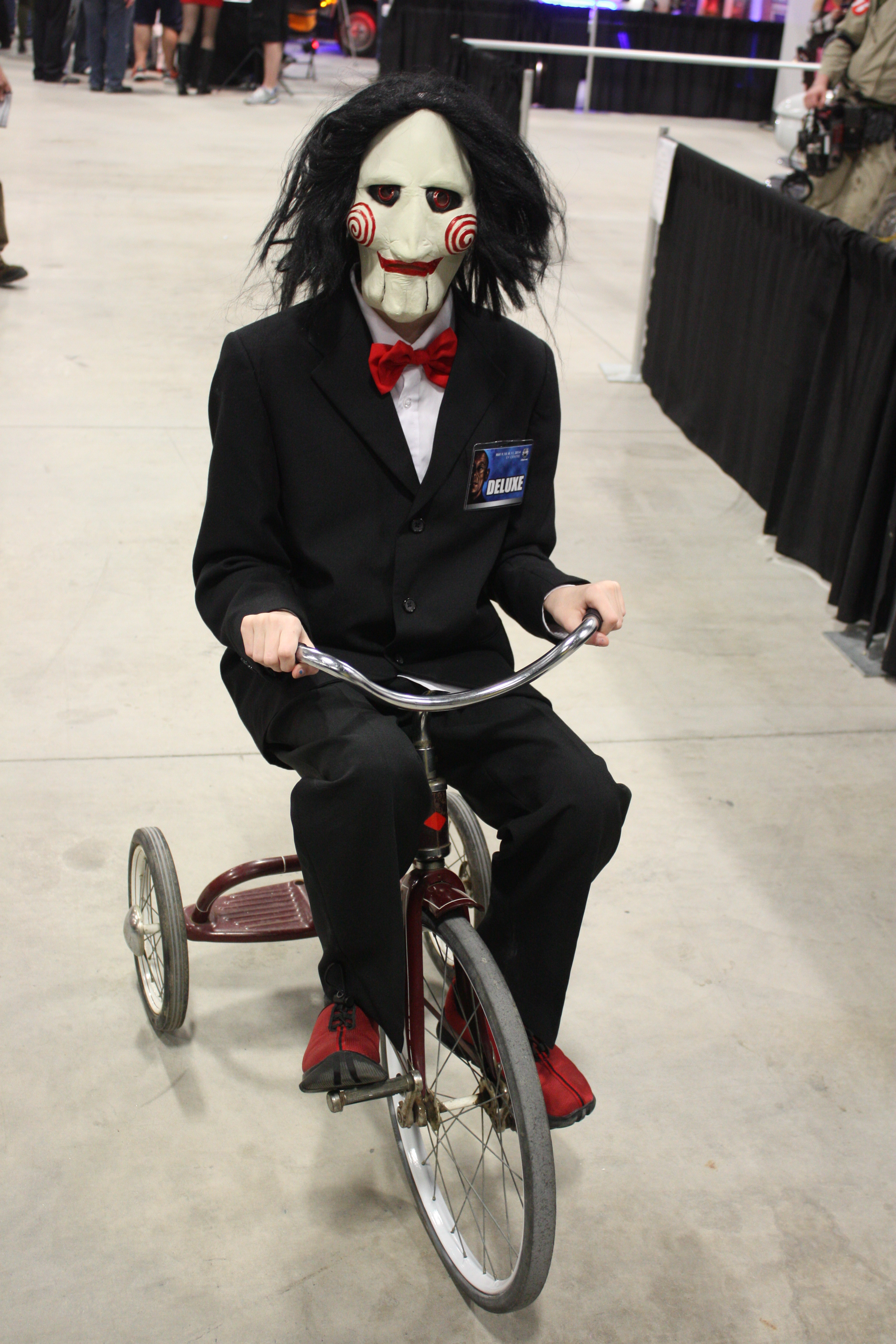
„Billy the Puppet“: Kostüm auf der Ottawa Comiccon

Mit der Figur Jigsaw ist eine Reihe charakteristischer optischer Merkmale verbunden, die sich vor allem das Merchandising zunutze macht. Während sich John Kramer vor seiner Transformation zu Jigsaw meist unauffällig leger kleidet, zeigt er sich als Serienmörder in einer schwarzen Robe mit rotem Saum und Kapuze gewandet, die möglicherweise bewusst an einen Inquisitor erinnern sollen. Um ihre Identität zu verschleiern, tragen Jigsaw und Komplizen bei der Entführung ihrer Opfer Schweinemasken mit langem, schwarzen Kunsthaar. Der Geburtstermin für Kramers Sohn Gideon war für das chinesische Jahr des Schweins geplant. Außerdem handelt es sich laut Kramer bei Schweinen um äußerst mitfühlende Tiere.
Eine solche Maske ist auch auf offiziellen Postern zu Saw IV und Jigsaw zu sehen.
Markenzeichen der Filmreihe sind die Fallen, für deren Konstruktion sich Kramer seiner Kenntnisse als Bauingenieur bedient. Jacob Huntley bescheinigt ihnen eine „industrielle Ästhetik“ und spricht im Zusammenhang mit „konzeptueller Gewalt“ von Folter, die erziehen, aber nicht belehren soll. Besonders häufig seien reflektierende Strafen. So erhalten beispielsweise in Saw VI zwei Investmentbanker, die mit Raubtieren verglichen werden, die Anweisung, ein Pfund Fleisch zu opfern. Der Killer selbst hegt eine persönliche und emotionale Distanz zu seinen Opfern, die ihm Autorität verleiht.
Für die Überbringung der „Spielregeln“ und seiner Intentionen benutzt Jigsaw eine selbst entworfene Puppe namens Billy, die ursprünglich als Spielzeug für seinen Sohn gedacht war. Der Name Billy wird in keinem der Filme erwähnt, jedoch in Interviews von den Drehbuchautoren James Wan und Leigh Whannell genannt. Billy trägt einen dreiteiligen Anzug mit roter Fliege und verfügt über die mechanischen Fähigkeiten, Augen und Unterkiefer zu bewegen. Er erinnert stark an eine Bauchrednerpuppe oder Marionette und verfügt als besonderes Kennzeichen über rote Spiralen auf beiden Wangen. Billy erscheint meistens auf Video gebannt und fährt auf einem Dreirad. Aus seinem Mund ertönen die berühmten und oft parodierten Zitate, mit denen Jigsaw Anfang und – bei negativem Ausgang – Ende eines „Spiels“ begleitet:
| “I want to play a game.” „Ich möchte ein Spiel spielen.“ – Jigsaw | “Live or die. Make your choice.” „Leben oder sterben. Sie haben die Wahl.“ – Jigsaw | “Game over!” „Das Spiel ist aus!“ – Jigsaw |

Verliert eine Person und kommt zu Tode, schneidet ihr Kramer mit einem Messer ein Puzzleteil aus der Haut, worauf sein Pseudonym zurückzuführen ist. Laut einem Essay von James Aston und John Walliss beruht seine pessimistische ethische Vision auf einer Form von Sozialdarwinismus, indem sie den Menschen unterstellt, sie hätten ihren Überlebensinstinkt – bei Darwin „Kampf ums Dasein“ – verloren. Diese Schwäche werde ihnen symbolisch aus der Haut geschnitten.

### Gehilfen und Nachfolger
Aston und Walliss nennen drei Möglichkeiten für das weitere Schicksal von Jigsaws Opfern. Jene, die nicht einen gewaltvollen Tod sterben oder schwer traumatisiert überleben, werden demzufolge zu sadistischen Handlangern des Serienmörders.
Einer von John Kramers ersten Assistenten ist Police Detective Mark Hoffman. Hoffman ist ein unnahbarer Einzelgänger, dessen engster sozialer Kontakt seine jüngere Schwester ist. Als diese eines Tages auf brutale Weise ermordet wird, sinnt er auf Rache und tötet ihren Mörder in einer dem bereits polizeibekannten Jigsaw-Killer nachempfundenen Konstruktion. Kramer entführt den Detective daraufhin und konfrontiert ihn mit der Tatsache, dass seine Fallen keine reinen Tötungsmaschinen seien, sondern die Möglichkeit des Überlebens böten. Aus Angst, Jigsaw könne ihn verraten, wird Hoffman zu dessen Gehilfen und assistiert ihm beim Entführen der Opfer sowie dem Aufbau der Fallen. Nach Kramers Tod legt er jedoch keinen Wert mehr auf dessen Idee und erweckt zunehmend den Eindruck, er hätte Gefallen am Töten gefunden.
Kramer und Hoffman entführen gemeinsam die drogensüchtige Amanda Young, die Kramer in Verbindung mit der Entzugsklinik seiner Exfrau kennt. Nachdem sie ihren „Test“ überlebt hat, verfällt Amanda dem Charme des Serienmörders und konkurriert mit Hoffman um dessen Gunst. Im Gegensatz zu Hoffman zeigt sie sich überzeugt und aufopfernd, missversteht die Ideologie ihres Mentors aber genauso und beharrt auf einer Bestrafung der Opfer. So baut sie Fallen, aus denen ein Entkommen unmöglich ist. Jigsaw erkennt diese Obsession und unterzieht Amanda einem zweiten Test, der schließlich mit ihrem Tod endet.
Am Ende von Saw 3D – Vollendung entpuppt sich Dr. Lawrence Gordon, eines der ersten Opfer Jigsaws (siehe Saw), als ein weiterer Assistent, der vor allem bei medizinischen Präparationen im Fallendesign eine wichtige Rolle spielt. Die Frage nach Gordons Motivation bleibt unbeantwortet. Ebenso eingeweiht in die Aktivitäten Kramers ist dessen Exfrau Jill Tuck, die auch über Hoffman und Amanda Bescheid weiß. Am Ende erfährt sie durch ein Foto aus dem Nachlass ihres Exmannes, dass sie Hoffman „testen“ soll. Aufgrund eines tiefen, gegenseitigen Misstrauens beschließt sie stattdessen, den Detective zu töten.
Als weiterer Komplize und Nachfolger stellt sich in Jigsaw der Gerichtsmediziner und Irakkriegsveteran Logan Nelson heraus. Weil der zuvor in einem Krankenhaus angestellte Nelson Kramers Röntgenbild versehentlich mit dem eines anderen Patienten vertauscht und damit eine möglicherweise lebensrettende, frühere Diagnose verhindert, wählt der Killer ihn für eines seiner „Spiele“ aus. Während des Tests mit vier anderen Opfern kommt Nelson nicht zu Bewusstsein und Kramer beschließt, ihn zu retten. Der Traumatisierte wird daraufhin noch vor Hoffman Jigsaws erster Assistent. Zehn Jahre nach dem Tod seines Mentors setzt Nelson dessen Taten aus persönlichen Gründen fort und tötet den korrupten Polizisten Halloran, der den Mörder seiner Frau deckte.
In Saw: Spiral kopiert der junge Polizist William Schenk, einige weitere Jahre nach dem Ableben von John Kramer, das Wirken von Jigsaw und lässt sich von dessen Philosophie und Handeln inspirieren, eigene „Spiele“ auf die Beine zu stellen. So beginnt Schenk als Jigsaw-Nachahmer, mehrere korrupte Polizisten in zahlreichen – von ihm eigens konzipierten – Fallen zu testen. Als Anlehnung an sein Vorbild überbringt Schenk seinen Opfern in Form einer Videobotschaft, in welchen er eine Schweinemaske trägt, die Spielregeln. Anders als Jigsaw geht es Schenk in seinen Spielen jedoch nicht darum, den Lebenswillen seiner Opfer zu testen, sondern um persönliche Vergeltung für die schlechten Taten seiner Testsubjekte zu bekommen und John Kramers Philosophie auf die Reformierung des ganzen Polizeisystems anzuwenden, welches Schenk als verdorben und korrupt erachtet.

## Entstehung

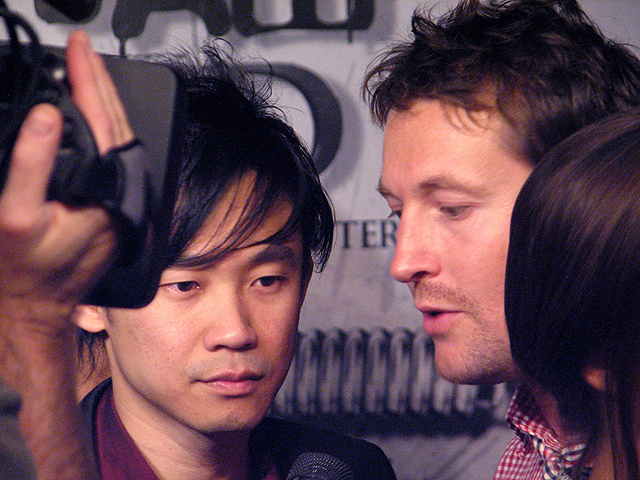
Die Schöpfer der Filmreihe, James Wan und Leigh Whannell (2010)

Leigh Whannell, Drehbuchautor von Saw, Saw II und Saw III sowie einer der Hauptdarsteller im ersten Film, gilt als Schöpfer von Jigsaw. Nachdem James Wan mit Anfang und Ende des ersten Films das Handlungsgerüst vorgegeben hatte, füllte Whannell die Lücke mit einem Täter samt Motiv. Als Inspiration für den komplexen Charakter nannte der Australier persönliche Erfahrungen: Laut eigenen Angaben arbeitete er im Alter von 24 Jahren in einem unliebsamen Job und litt täglich unter Migränen. Während des Wartens auf eine MRT-Untersuchung malte er sich die Diagnose eines fatalen Hirntumors aus und überlegte, wie er mit der Nachricht, nur noch ein oder zwei Jahre leben zu können, umgehen würde. Indem er einen Charakter kreierte, der dieses persönliche Zeitlimit seinen Opfern buchstäblich aufzwingt, entstand die Figur des John Kramer alias Jigsaw.
Wan, Regisseur und Co-Drehbuchautor des ersten Saw-Films, erdachte die nicht weniger ikonische Puppe Billy, deren ersten Prototyp er aus Pappmaché modellierte. Billy wurde bereits 2003 im Kurzfilm Saw 0.5 vorgestellt und stand Pate für die Hauptfigur von Dead Silence, einem weiteren gemeinsamen Film mit Whannell.

## Auftritte

### Filme
Obwohl es sich bei John Kramer alias Jigsaw um den markantesten und zweifellos wichtigsten Charakter der Filmreihe handelt, hält sich seine Bildschirmzeit handlungsbedingt vor allem in den späteren Filmen in Grenzen. Er wird durchgehend vom amerikanischen Schauspieler Tobin Bell verkörpert. Deutscher Synchronsprecher war Bodo Wolf.
| Nr. | Jahr | Originaltitel | Jigsaw-Darsteller | Regisseur                 |
| --- | ---- | ------------- | ----------------- | ------------------------- |
| 01  | 2004 | Saw           | Tobin Bell        | James Wan                 |
| 02  | 2005 | Saw II        | Tobin Bell        | Darren Lynn Bousman       |
| 03  | 2006 | Saw III       | Tobin Bell        | Darren Lynn Bousman       |
| 04  | 2007 | Saw IV        | Tobin Bell        | Darren Lynn Bousman       |
| 05  | 2008 | Saw V         | Tobin Bell        | David Hackl               |
| 06  | 2009 | Saw VI        | Tobin Bell        | Kevin Greutert            |
| 07  | 2010 | Saw 3D        | Tobin Bell        | Kevin Greutert            |
| 08  | 2017 | Jigsaw        | Tobin Bell        | Peter und Michael Spierig |
| 09  | 2023 | Saw X         | Tobin Bell        | Kevin Greutert            |

Der 2021 veröffentlichte, neunte Teil der Reihe, Saw: Spiral, ist der erste Spielfilm, in dem die Figur John Kramer keine Rolle spielt.

### Andere Medien
- 2005: Saw: Rebirth (unautorisierter Comic)[21]
- 2009: Saw: The Video Game (Videospiel mit Tobin Bell als Sprecher)[22]
- 2010: Saw II: Flesh & Blood (Videospiel mit Tobin Bell als Sprecher)[23]

## Rezeption

### Kritische Rezeption

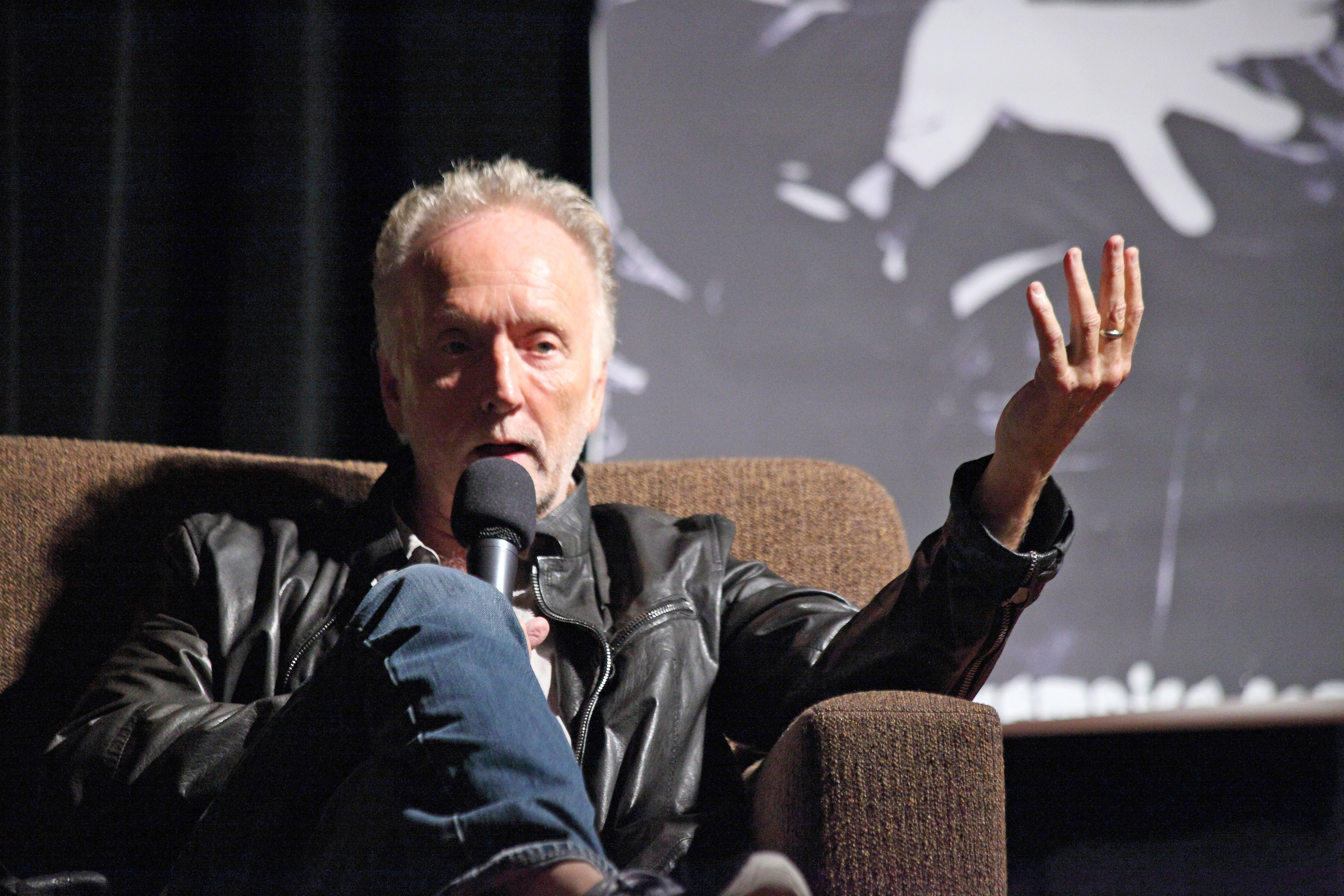
Tobin Bell in Orlando (2014)

Bereits vor dem vorläufigen Ende der Filmreihe im Jahr 2010 erreichte Jigsaw den Status einer Horrorikone. Filmhistoriker Christopher Sharrett von der Seton Hall University sieht die Figur des „allwissenden Bösewichts“ als Inkarnation von Dr. Mabuse sowie in der Tradition von Ming dem Grausamen, Widersacher von Flash Gordon. Ebenso sei seine ausgeprägte soziale Desintegration mit jener des Täters in David Finchers Sieben vergleichbar. Während Jigsaws Motiv das zentrale Enigma der Reihe bildet, gilt die Enthüllung seiner Identität am Ende des ersten Films als eine der effektivsten Wendungen im Horrorgenre.
Einige Kritiker interpretieren Jigsaw eher als Antiheld statt als klassischen Bösewicht. Darren Lynn Bousman, Regisseur von Saw II, III und IV, betonte 2006 selbst, es sei schwierig, Jigsaw zu kategorisieren und meinte, man könne die Figur am ehesten mit einem Vigilanten vergleichen.
Gegenstimmen befinden diese Verwässerung für problematisch und vertreten die Meinung, Jigsaws „Lektionen“ und seine Rechtfertigungen dafür seien ein wenig überzeugendes Alibi für den wahren Fokus der Filme – ein „amoralisches Spektakel sinnlosen Leidens“. Christopher Sharrett sieht es als Dünkel der Macher, Jigsaw mehr als Moralisten denn als Serienmörder darzustellen. Es gehe in der Filmreihe in der Hauptsache darum, einem männlichen Publikum im Adoleszenzalter quälend ausführliche Darstellungen verschiedenster Folterungen vorzuführen. Die in der Filmreihe transportierte Moral sei hohl und solle nur einen intellektuellen Vorwand dafür liefern. Ähnlich urteilte Roger Ebert in seiner Kritik des ersten Films, in der er den Killer als „Handlungsbehelf“ beschrieb, dessen Motivationen am Ende aus reiner „Höflichkeit“ eingebracht würden.
Jacob Huntley hält ein Abtun der Saw-Filme als „Torture Porn“ hingegen für ungerechtfertigt, zumal Jigsaw keine Lust am Töten zeigt, ein Charakteristikum, das ihn von anderen Horrorfiguren wie Freddy Krueger unterscheidet.
Tobin Bells Darstellung des pathologischen Charakters wird meist deutlich positiver aufgenommen als die Filme selbst. Joe Neumaier nannte 2009 in der Daily News die Weise, auf die Bell in jeden noch so gewöhnlichen Dialog Bedrohung und Melancholie einfließen lasse, einen der Gründe, warum Fans der Reihe nach wie vor die Kinosäle aufsuchten.
Für seine darstellerische Leistung in den Filmen Saw II, III (gemeinsam mit Shawnee Smith als Amanda) und IV war Bell jeweils für einen Scream Award in der Kategorie „Most Vile Villain“ nominiert. Außerdem erhielt er 2006 und 2007 je eine Nominierung für den MTV Movie Award als „Best Villain“.

### Wissenschaftliche Interpretation

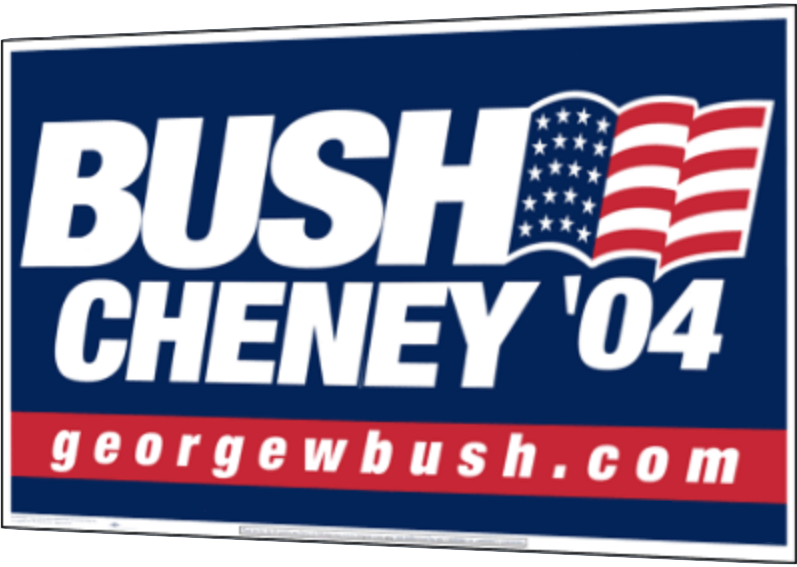
Wahlkampflogo von Bush/Cheney für die Wiederwahlkampagne 2004

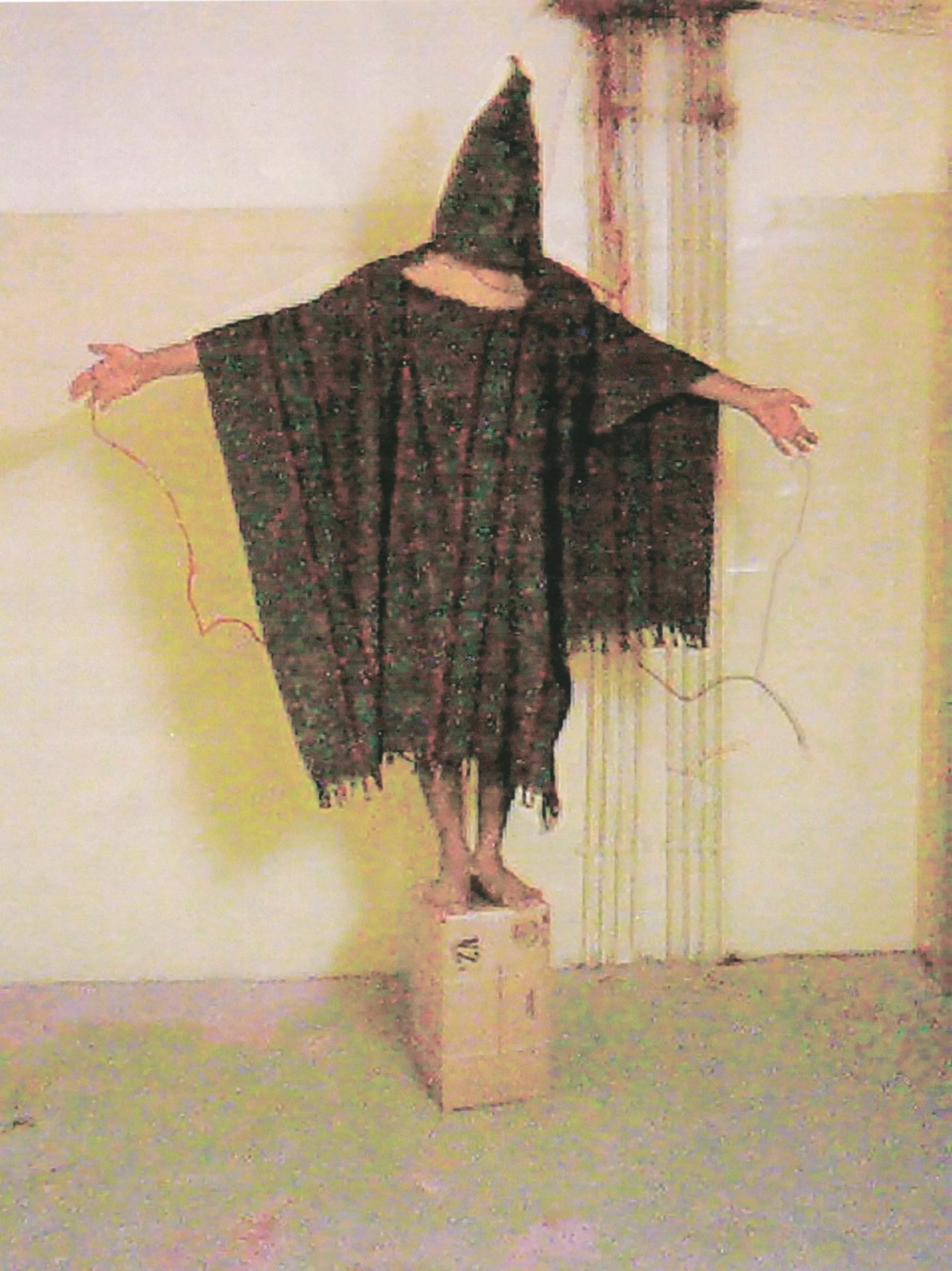
Abu Ghuraib als Tiefpunkt im „Krieg gegen den Terror“

Aufgrund ihrer enormen Popularität und dem Kult um die Saw-Filme beschäftigt die Figur des Jigsaw auch den sozialwissenschaftlichen Diskurs. Laut Christopher Sharrett kritisiert Saw die kapitalistische Gesellschaft geistlos von einer ausgesprochen konservativen Position aus. Der liberale Mittelklassemann John Kramer wandle sich durch seine „Wiedergeburt“ zu einem fundamentalistischen Konservativen und Reaktionär. Jigsaws Vigilantismus stehe als „perfektes Emblem für die gegenwärtige rechte Ideologie“.

“Jigsaw, the disgruntled, middle-class white male professional, fits in a long tradition of male characters fed up with democratic institutions, determined to set their own rules.”

„Jigsaw, der verärgerte weiße Mittelklasse-Profi, passt in eine lange Tradition männlicher Charaktere, die demokratischer Institutionen überdrüssig und fest entschlossen sind, ihre eigenen Regeln aufzustellen.“

Douglas Kellner, ein Vertreter der Frankfurter Schule, verglich Jigsaw und das, wofür er steht, 2010 mit der US-Regierung unter George W. Bush. Der „kranke und perverse Ex-machina-Killer“ Jigsaw könne als Metapher für Vizepräsident Dick Cheney gelesen werden, für dessen „Krieg gegen den Terror“ der Regierung jedes Mittel recht gewesen sei. Jigsaws Zugang „obszöner Gewalt“ zu seinen Opfern stehe symbolisch für Amerikas Anti-Terror-Programm und Außenpolitik im Post-9/11-Zeitalter, die genauso wie die Agenda des Serienmörders scheiterten. Evangelos Tziallas schließt sich dieser Interpretation an und sieht im „sadistisch-konservativen Panopticon“ Jigsaws ebenso eine Metapher für die Bush-Ära, wobei er im Zusammenhang mit der expliziten Brutalität vor allem auf den Abu-Ghuraib-Folterskandal verweist. Jigsaw sei Richter, Geschworener und Exekutor in einer Person. Auf der anderen Seite könne der Charakter genauso für die terroristische Radikalisierung selbst stehen, wie Dean Lockwood anmerkt.
Die Idee von Erlösung oder Rehabilitation durch Gewalt, die Jigsaw zweifelsohne verfolgt, sei im Allgemeinen ein amerikanischer Mythos. Durch zunehmend pessimistische oder nihilistische Anwendung in den Saw-Filmen werde die Idee der rehabilitierenden Gewalt jedoch kompromittiert.
Ein wenig allgemeiner gefasst, kann Jigsaw für eine „symbolische Männlichkeitskrise“ stehen. Diese äußere sich in der Schwäche, seinen ungeborenen Sohn nicht beschützen zu können sowie in seinem Selbstmordversuch. Außerdem sind die meisten Opfer des Serienmörders Männer. Jigsaw nutze seine „rigide Moral“ und den männlichen Individualismus eines Vigilanten, um der richtungslosen Gesellschaft eine männliche Agenda und Autorität zurückzugeben. Das Hochhalten dieser rechten und konservativen Maskulinität werde mithilfe von Charakteren wie Jigsaws Nachfolgern und seinem eigenen todgeweihten Körper als „exzessiv, lähmend und destruktiv“ kritisiert. Die Darstellung Kramers als schwache Vaterfigur könne ebenso als Kritik an der Amtsführung von George W. Bush aufgefasst werden. Das pessimistische Familienbild der Saw-Filme in Kombination mit blutenden Körpern stünde als Symbol für die Erfolg- und Sinnlosigkeit von Folter.
Auch befasst sich die Reihe insbesondere im neunten Teil Saw: Spiral mit dem Thema Polizeigewalt und Korruption innerhalb der amerikanischen Polizei. So ist das Motiv des neuen Jigsaw-Killers William Schenk, mit seinen Jigsaw-esken Spielen, das Polizeisystem zu reformieren und von korrupten Polizeibeamten zu bereinigen. Trotz dass der Film einige Zeit vor der Tötung George Floyds und den darauffolgenden Black-Lives-Matter-Protesten abgedreht worden war, sieht beispielsweise der Redakteur und Filmkritiker Sam Allard eine Parallele zwischen diesem realen Fall und den angesprochenen Thematiken im Film. Während in Saw VI bereits unterschwellig das amerikanische Gesundheitssystem kritisiert wird, so sieht Allard in Saw: Spiral eine Kritik an dem amerikanischen Polizeisystem und dem darin vorhandenen Rassismus-Problem. Produzent und Hauptdarsteller Chris Rock äußerte sich in Bezug darauf mit den Worten: "Es scheint sehr aktuell. [...] Es 'Glück' zu nennen wäre eine seltsame Sache. [...] Jetzt ist der Film besser, als wenn er vor der Pandemie herausgekommen wäre." ("It seems very timely. [...] To say ‘luck’ would be a weird thing. [...] So now the movie is better than if it would’ve came out pre-pandemic.”) Regisseur Darren Lynn Bousman bekundete, dass mit Saw: Spiral das soziale Bewusstsein der Reihe weiterentwickelt wurde und beteuerte, dass es ihm wichtig war, nicht alle Polizisten pauschal als schlecht darzustellen, da der Held, beziehungsweise die Hauptfigur Ezekiel Banks ebenfalls ein Polizist sei, der das Richtige tun würde.
Im religiösen Kontext wird Jigsaw gern als Allegorie einer gottgleichen Figur gesehen. Scheinbar ungeachtet der Grenzen von Zeit und Raum breitet er sich aus und wird als omnipräsent und unaufhaltsam präsentiert.
Seine „Tests“ legen einen Vergleich mit dem christlich-jüdischen Gott nahe und erinnern an die Prüfungen von Abraham und Hiob. Dennoch lehne Jigsaw anders als The Abominable Dr. Phibes die Göttlichkeit ab, da sie einem von ihm befürworteten freien Willen entgegensteht. Er verfüge aber über die Gabe göttlicher Voraussagung, da er stets zu wissen scheine, wie sich seine Opfer entscheiden würden.
Brian H. Collins sieht in Jigsaw zumindest einen religiösen Guru, der die Welt in der Diktion von Jean-Paul Sartre mit einer „bösen Absicht“ diagnostiziert. Laut Christopher Sharrett ähnelt die Figur aufgrund ihrer Obsession für die „Heilung“ der Menschen von bestimmten Fixierungen zeitweise einem „New-Age-Therapeuten“.